# Jochen Neerpasch
Jochen Neerpasch (né le 23 mars 1939 à Krefeld, Allemagne) est un ancien pilote automobile allemand, reconverti dans le management.

## Biographie
Jochen Neerspasch a commencé sa carrière sportive au milieu des années 1960, dans des épreuves de voitures de tourisme. Il participe également à des épreuves de voitures de sport, ce qui lui vaut de remporter en 1968 sur une Porsche 907 les 24 heures de Daytona, le plus grand succès de sa carrière, en équipage avec Vic Elford, Jo Siffert et Rolf Stommelen. 
Dans les années 1970, il abandonne le volant pour passer de l'autre côté du muret des stands. Dans le championnat d'Allemagne des voitures de tourisme d'alors (le DRM ou Deutsche Rennsport Meisterschaft), il préside d'abord aux destinées du programme sportif de Ford Motor sports basé à Cologne en Allemagne où il développe les fameuse Ford Capri 2600 RS qui feront la loi dans les années 1970 dans le championnat d'Europe groupe 2 avec des pilotes comme Jochen Mass, Dieter Glemser, Jean-François Piot qui préparait les Capri en France. Il fonda ensuite le BMW Motorsport. Dans les années 1980, il devient le responsable de la compétition chez Mercedes, avec comme point d'orgue la victoire de la Sauber-Mercedes lors des 24 heures du Mans 1989 et les deux titres en 1989 et 1990 dans le championnat du monde des voitures de sport. On lui doit également la création en 1989 du Junior Team Mercedes, la structure qui permettra l'éclosion au plus haut niveau de Karl Wendlinger, Heinz-Harald Frentzen et surtout Michael Schumacher.  C'est également lui qui permet au futur septuple champion du monde d'effectuer ses débuts en Formule 1 en négociant son arrivée au sein de l'écurie Jordan à l'occasion du Grand Prix de Belgique 1991.
Peu de temps après, il est remplacé à la tête du programme sportif de Mercedes par l'ancien journaliste Norbert Haug.

## Résultats aux 24 heures du Mans

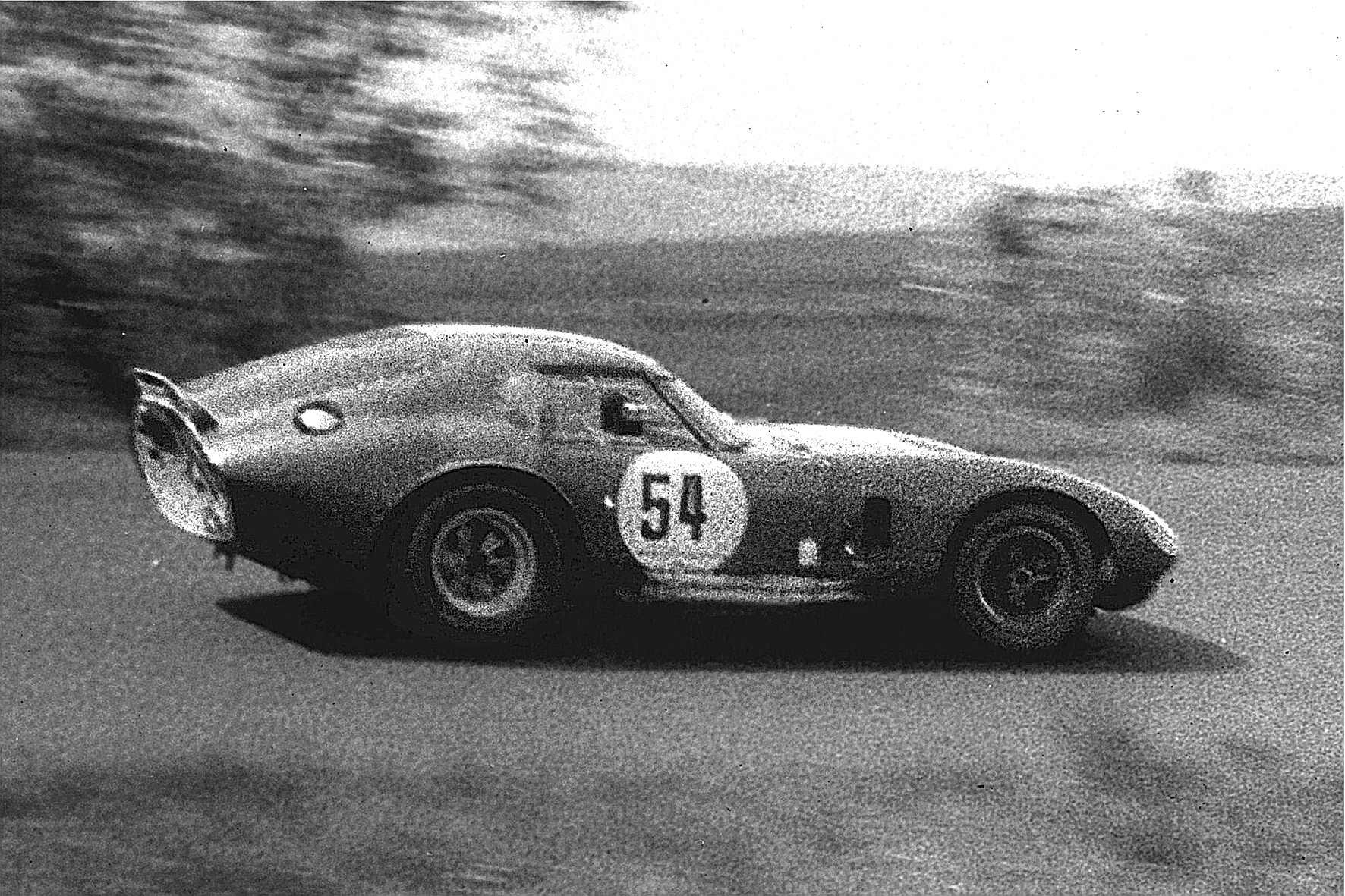
Jochen Neerpasch sur Shelby Cobra Daytona au Nurburgring en 1965

| Année | Voiture              | Équipe                     | Équipier       | Résultat |
| ----- | -------------------- | -------------------------- | -------------- | -------- |
| 1964  | Shelby Cobra Daytona | Briggs Cunningham          | Chris Amon     | Abandon  |
| 1965  | Maserati Tipo 65     | J. H. Simone               | Jo Siffert     | Abandon  |
| 1966  | Ford GT40 Mk.I       | Essex Wire Corporation     | Jacky Ickx     | Abandon  |
| 1967  | Porsche 910/6K       | Porsche System Engineering | Rolf Stommelen | 6e       |
| 1968  | Porsche 908 LH       | Porsche System Engineering | Rolf Stommelen | 3e       |